# Samir
Samir Jamal al Din (nascut el 29 de juliol de 1955), conegut professionalment com a Samir, és un cineasta, productor de cinema i director suís.

## Vida i feina
Samir va néixer fill de mare suïssa i de pare iraquià a Bagdad. El nom complet de Samir és Samir Jamal al Din / Samir Jamal Aldin. La seva família es va traslladar a Suïssa el 1961, on va anar a l'escola. Va assistir a l'Escola de Disseny de Zuric (actual ZHdK), va completar un aprenentatge com a tipògraf (1971–73) i posteriorment es va formar com a càmera a Condor Films. Des de 1983, va treballar com a director i director de fotografia autònom. De 1984 a 1991 va ser escriptor i membre de Videoladen Zurich (Video Store Zurich). El 1994, ell i el documentalista Werner Schweizer es van fer càrrec de la companyia de producció cinematogràfic Dschoint Ventschr.
A partir de mitjans de la dècada de 1980, Samir va començar a produir les seves pròpies pel·lícules. A la dècada de 1990 va treballar en nom de Condor Films
com a director de sèries com Eurocops
i pel·lícules de televisió per a cadenes de televisió alemanyes. La seva llista de treballs, com a escriptor, director i/o productor, inclou ara més de 40 curtmetratges i llargmetratges per a cinema i televisió.
El 2006 Samir va rebre l'Aargauer Kulturpreis.
Samir ha optat per utilitzar només el seu nom, tal com s'explica en aquesta cita:
| « | ...per què? "Jamal al Din significa 'bellesa de la religió'. No sé com et sentiries si no fossis molt religiós, i sempre hauria de dir: 'Hola, em dic Bellesa de la Religió'", diu [ell] . .."Per a mi Samir és perfecte, ja que significa 'narrador'." | » |

## Filmografia
com a director (selecció)
- 1984 Stummfilm / Silent Film (curtmetratge)
- 1985 Schiefkörper-Video / Division Ring Video
- 1986 Morlove – Eine Ode für Heisenberg / Morlove – An Ode for Heisenberg (llargmetratge, també guionista)
- 1988 Filou (llargmetratge, també guionista)
- 1991 Immer & Ewig / Always & Forever (llargmetratge, també producció, guió, fotografia) Premi al millor guió al XXIV Festival Internacional de Cinema Fantàstic de Sitges.[7]
- 1992 (It was) Just a job (també guionsta, camera)
- 1993 Babylon 2 (documental)
- 1994 Eurocops
- 1994 La productrice
- 1995 Die Drei – Hass; Jetzt oder nie; Todesoperation / The Three – Hatred; Now or Never; Death Surgery
- 1996 Tödliche Schwesternliebe / Deadly Sister Love
- 1997 Angélique (Blind Date)
- 1997 La eta Knabino (curtmetratge, també guió, supervisor de producció)
- 1998 Projecziuns Tibetanas (documental, guionista, fotografia, muntatge)
- 2001 Norman Plays Golf (also guió)
- 2002 Forget Baghdad: Jews and Arabs – The Iraqi Connection (documental, guionista, editor, càsting)
- 2003 ZwischenSprach / InterimLanguage (documental, tambéo guió)
- 2005 Snow White (llargmetratge, also guió)
- 2010 Escher, der Engel und die Fibonacci-Zahlen / Escher, the angels and the Fibonacci numbers (documental, també guió)
- 2014 Iraqi Odyssey (documental, també producció, guió, fotografia, muntatge, càsting)

Com a co-/productor a.o.: documentals White Terror de Daniel Schweizer (2005), fals documental Birdseye de Stephen Beckner i Michael C. Huber (2002), llargmetratges Nachbeben / Aftershock de Stina Werenfels (2006), Das Fräulein d'Andrea Staka (2006), Opération Libertad de Nicolas Wadimoff (2012), Dawn de Romed Wyder.

## Ressenyes
Iraqi Odyssey (2014)
- Film Review 'Iraqi Odyssey' de Jay Weissberg, Variety, 12/01/14
- 'Iraqi Odyssey': Film Review de Deborah Young, The Hollywood Reporter, 10/8/14

Forget Baghdad (2002)
- Forget Baghdad (2002) – Film Review; Born in Iraq, Living in Israel, Pondering Issues of Identity, de Stephen Holden, New York Times, 12/5/03
- Film: Forget Baghdad, Directed by Samir Arxivat 2015-04-02 a Wayback Machine., d'Anya Kamenetz, Village Voice, 12/2/03
- Operation Iraqi Boredom, de V.A. Musetto, New York Post, 12/5/03
- Film Explores Identity, But Words Get in the Way, de Michael O'Sullivan, Washington Post, 4/16/04
- Review: ‘Forget Baghdad — Jews and Arabs: The Iraqi Connection’, de Deborah Young, Variety, 12/23/03